# Pablo Prigioni
Pablo Prigioni (Río Tercero, 17 maggio 1977) è un allenatore di pallacanestro ed ex cestista argentino con cittadinanza italiana, di ruolo playmaker.

## Carriera
Il 3 novembre 2012, all'età di 35 anni e 169 giorni esordisce in NBA con la canotta dei New York Knicks nella partita casalinga contro i Miami Heat campioni in carica (vinta 104-84), diventando l'esordiente più vecchio nella storia dell'NBA.
Terminata la carriera nell'NBA torna al Vitoria per la stagione 2016-17 disputando pochi spezzoni di partita.
Il 9 gennaio 2017 annuncia il suo ritiro.

## Statistiche

### NBA

#### Regular season
| Anno      | Squadra         | PG  | PT | MP   | TC%  | 3P%  | TL%  | RP  | AP  | PRP | SP  | PP  |
| --------- | --------------- | --- | -- | ---- | ---- | ---- | ---- | --- | --- | --- | --- | --- |
| 2012-2013 | N.Y. Knicks     | 78  | 18 | 16,2 | 45,5 | 39,6 | 88,0 | 1,8 | 3,0 | 0,9 | 0,0 | 3,5 |
| 2013-2014 | N.Y. Knicks     | 66  | 27 | 19,4 | 46,1 | 46,4 | 91,7 | 2,0 | 3,5 | 1,0 | 0,0 | 3,8 |
| 2014-2015 | N.Y. Knicks     | 43  | 3  | 18,5 | 42,2 | 37,4 | 84,6 | 1,9 | 2,4 | 1,2 | 0,0 | 4,7 |
| 2014-2015 | Houston Rockets | 24  | 0  | 16,8 | 34,3 | 27,5 | 86,7 | 1,6 | 2,8 | 1,1 | 0,0 | 3,0 |
| 2015-2016 | L.A. Clippers   | 59  | 3  | 13,9 | 37,4 | 29,5 | 87,5 | 1,9 | 2,2 | 0,9 | 0,0 | 2,5 |
| Carriera  | Carriera        | 270 | 51 | 16,9 | 42,5 | 37,9 | 87,2 | 1,9 | 2,8 | 1,0 | 0,0 | 3,5 |

#### Play-off
| Anno     | Squadra         | PG | PT | MP   | TC%  | 3P%  | TL%  | RP  | AP  | PRP | SP  | PP  |
| -------- | --------------- | -- | -- | ---- | ---- | ---- | ---- | --- | --- | --- | --- | --- |
| 2013     | N.Y. Knicks     | 11 | 10 | 20,9 | 39,5 | 43,3 | 50,0 | 1,5 | 3,2 | 1,3 | 0,1 | 4,5 |
| 2015     | Houston Rockets | 17 | 0  | 17,2 | 33,3 | 29,3 | 75,0 | 1,1 | 2,3 | 0,9 | 0,0 | 3,1 |
| 2016     | L.A. Clippers   | 5  | 0  | 5,2  | 0,0  | 0,0  | -    | 0,6 | 1,4 | 0,0 | 0,0 | 0,0 |
| Carriera | Carriera        | 33 | 10 | 16,6 | 34,3 | 34,2 | 62,5 | 1,2 | 2,5 | 0,9 | 0,0 | 3,1 |

#### Massimi in carriera
- Massimo di punti: 14 (2 volte)[3]
- Massimo di rimbalzi: 7 (2 volte)
- Massimo di assist: 10 vs Memphis Grizzlies (18 febbraio 2014)
- Massimo di palle rubate: 8 vs Miami Heat (13 gennaio 2016)
- Massimo di stoppate: 1 (7 volte)
- Massimo di minuti giocati: 42 vs Charlotte Hornets (15 aprile 2013)

### Eurolega
| Anno      | Squadra        | PG  | PT  | MP   | TC%  | 3P%  | TL%  | RP  | AP  | PRP | SP  | PP  |
| --------- | -------------- | --- | --- | ---- | ---- | ---- | ---- | --- | --- | --- | --- | --- |
| 2003-2004 | Saski Baskonia | 20  | 10  | 22,8 | 45,2 | 40,9 | 81,0 | 2,1 | 4,0 | 1,9 | 0,2 | 6,0 |
| 2004-2005 | Saski Baskonia | 21  | 7   | 19,5 | 39,4 | 31,2 | 89,3 | 2,0 | 3,0 | 1,1 | 0,0 | 4,4 |
| 2005-2006 | Saski Baskonia | 25  | 22  | 27,1 | 46,2 | 36,8 | 83,7 | 2,1 | 6,2 | 2,2 | 0,0 | 5,8 |
| 2006-2007 | Saski Baskonia | 23  | 13  | 25,3 | 44,3 | 35,2 | 91,3 | 2,8 | 4,7 | 2,5 | 0,0 | 6,6 |
| 2007-2008 | Saski Baskonia | 25  | 2   | 23,7 | 37,5 | 32,7 | 90,2 | 2,7 | 4,1 | 1,5 | 0,0 | 7,0 |
| 2008-2009 | Saski Baskonia | 21  | 19  | 26,6 | 43,3 | 42,7 | 54,5 | 2,5 | 4,3 | 1,5 | 0,0 | 6,4 |
| 2009-2010 | Real Madrid    | 20  | 19  | 27,6 | 42,2 | 32,8 | 86,1 | 2,6 | 4,4 | 1,5 | 0,0 | 7,0 |
| 2010-2011 | Real Madrid    | 18  | 13  | 25,5 | 37,0 | 34,4 | 76,2 | 2,6 | 3,4 | 1,4 | 0,0 | 5,4 |
| 2011-2012 | Saski Baskonia | 10  | 6   | 28,7 | 43,9 | 30,8 | 84,6 | 3,2 | 4,6 | 2,2 | 0,0 | 7,3 |
| 2016-2017 | Saski Baskonia | 3   | 0   | 8,7  | 0,0  | -    | -    | 1,7 | 2,0 | 0,7 | 0,0 | 0,0 |
| Carriera  | Carriera       | 186 | 111 | 24,7 | 41,9 | 35,5 | 83,1 | 2,5 | 4,3 | 1,7 | 0,0 | 6,1 |

## Palmarès

### Club
- Campionato spagnolo: 1

Saski Baskonia: 2007-08
- Copa del Rey: 3

Saski Baskonia: 2004, 2006, 2009
- Supercoppa spagnola: 4

Saski Baskonia: 2005, 2006, 2007, 2008
- Copa Príncipe de Asturias: 1

Alicante: 2002

### Nazionale
- Olimpiadi:

 Pechino 2008

### Individuale
- MVP Coppa del Re: 1

Saski Baskonia: 2006
- MVP Supercoppa di Spagna: 1

Saski Baskonia: 2008
- All-Euroleague Second Team: 2

Saski Baskonia: 2005-06, 2006-07